# Playa de Ortiguera
La playa de Ortiguera se encuentra en el concejo asturiano de Coaña y pertenece a la localidad de Ortiguera. La playa es realmente un pedrero con forma rectilinea, tiene una longitud de unos 50 a 60 metros y una anchura media de unos 7 u 8 metros, se trata de una pequeña playa de arena y tiene muy poca asistencia. Su entorno es urbano con un grado de urbanización bajo así como una peligrosidad media. Los accesos rodados pueden llegar hasta unos 500 m de la playa.
Esta pequeña playa no tiene utilización para los bañistas y está situada en el mismo puerto de Ortiguera, en la zona oeste del mismo del que la separa la desembocadura de un arroyo. A pesar de no ser apta para el baño, tiene un entorno con un gran atractivo. Además, la presencia del puerto pesquero le da un ambiente marinero típico y tradicional. Las únicas actividades aconsejables son la pesca recreativa y la submarina. En los días despejados y sin brumas en el horizonte se aconseja acercarse al faro de San Agustín y disfrutar de las excelentes vistas que se ofrecen.
Muy cerca se encuentra la «Casona de los Canel», la «Quinta de Jardón» y la senda costera de Viavélez a Ortiguera «E-9». También se encuentran vestigios de la arquitectura megalítica en el «despoblado del Castillo» y una estela discoidal que ha sido declarada monumento nacional.